# Jorthy Mokio
Jorthy Mokio (Gent, 29 februari 2008) is een Belgisch voetballer met Congolese roots, die onder contract staat bij AFC Ajax. Op 9 februari 2025 maakte hij als linksback zijn basisdebuut voor de Amsterdammers in een uitwedstrijd tegen Fortuna Sittard. Mokio debuteerde in 2025 in het Belgisch voetbalelftal.

## Clubcarrière

### KAA Gent
Mokio is de zoon van Congolese ouders. Hij ruilde als tiener de jeugdopleiding van KFC Merelbeke voor die van KAA Gent. In januari 2024 mocht hij op vijftienjarige leeftijd mee op winterstage naar Spanje met de A-kern. Op 29 maart 2024, exact een maand na zijn zestiende verjaardag, maakte Mokio zijn profdebuut in de eerste Europe Play-offwedstrijd tegen Standard Luik (5-1-winst). Danijel Milićević, die tegen Standard de geschorste Hein Vanhaezebrouck verving, liet hem een minuut voor het einde van de reguliere speeltijd invallen. Onder Vanhaezebrouck kwam hij in de Europe Play-offs nog driemaal aan spelen toe: op in de 2-1-nederlaag tegen OH Leuven op de derde speeldag mocht hij opnieuw kort invallen, tegen STVV (0-2-zege) en Standard Luik (1-4) op respectievelijk de vijfde en negende speeldag kreeg hij een basisplaats. Mokio sloot zo het seizoen af met vijf competitiewedstrijden op de teller, want op 13 maart 2024 had hij met Jong KAA Gent al tegen de Zébra Élites gespeeld in Eerste nationale.

### AFC Ajax
Nog voor zijn officiële debuut voor de eerste ploeg van KAA Gent werd er gevreesd dat de Buffalo's het jonge talent niet lang aan boord zouden kunnen houden. Er was immers heel wat buitenlandse interesse voor de Belgische jeugdinternational, die kort na zijn debuut bovendien zijn vrijgave aanvroeg bij de KBVB. In juni 2024 tekende hij effectief bij AFC Ajax.
Op 29 augustus 2024 maakte Mokio zijn officiële debuut voor het eerste elftal van Ajax: in de Europa League-kwalificatiewedstrijd tegen Jagiellonia Bialystok liet trainer Francesco Farioli hem een kwartier voor tijd invallen. Mokio, die op dat moment al drie wedstrijden voor Jong Ajax had gespeeld in de Keuken Kampioen Divisie, werd met zijn 16 jaar en 182 dagen de tweede jongste debutant voor Ajax ooit, na Ryan Gravenberch. Mokio werd tevens ook de jongste Ajacied ooit in een Europese wedstrijd. Dat record was sinds 1992 in handen van Clarence Seedorf. Op 13 februari 2025 werd hij door zijn doelpunt in de uitwedstrijd tegen Union Sint-Gillis ook de jongste speler die voor een Nederlandse club scoorde in een Europese wedstrijd.

## Clubstatistieken
| Seizoen         | Club            | Land               | Competitie       | Competitie | Competitie | Beker | Beker | Supercup | Supercup | Europees | Europees | Totaal | Totaal |
| Seizoen         | Club            | Land               | Competitie       | Wed.       | Dlp.       | Wed.  | Dlp.  | Wed.     | Dlp.     | Wed.     | Dlp.     | Wed.   | Dlp.   |
| --------------- | --------------- | ------------------ | ---------------- | ---------- | ---------- | ----- | ----- | -------- | -------- | -------- | -------- | ------ | ------ |
| 2023/24         | Jong KAA Gent   | Vlag van België    | Eerste nationale | 1          | 0          | —     | —     | —        | —        | —        | —        | 1      | 0      |
| 2023/24         | KAA Gent        | Vlag van België    | Eerste klasse A  | 4          | 0          | 0     | 0     | —        | —        | 0        | 0        | 4      | 0      |
| 2024/25         | Jong Ajax       | Vlag van Nederland | Eerste divisie   | 17         | 2          | —     | —     | —        | —        | —        | —        | 17     | 2      |
| 2024/25         | AFC Ajax        | Vlag van Nederland | Eredivisie       | 1          | 0          | 0     | 0     | —        | —        | 4        | 1        | 5      | 1      |
| Carrière totaal | Carrière totaal | Carrière totaal    | Carrière totaal  | 23         | 2          | 0     | 0     | 0        | 0        | 4        | 1        | 27     | 3      |

Bijgewerkt op 14 februari 2025.

## Interlandcarrière
In februari 2023 debuteerde Mokio voor het O15-team van België, een half jaar later in het O16-team, een maand later volgde het O17-team. In september 2024 werd Mokio op zestienjarige leeftijd opgeroepen voor het Belgische beloftenelftal. Op 10 september 2024 liet Gill Swerts hem in de EK-kwalificatiewedstrijd tegen Kazachstan in de 89e minuut invallen voor Tuur Rommens, waarna Mokio in de blessuretijd de 0-3-eindscore vastlegde.
Op 14 maart 2025 werd Mokio opgeroepen door kersvers bondscoach Rudi Garcia voor het Belgisch voetbalelftal voor de Nations League-barrages tegen Oekraïne. Ook Bryan Heynen, Nicolas Raskin en Senne Lammens behoorden voor het eerst tot de selectie. Op 20 maart debuteerde hij door in de 88e minuut in te vallen voor Maxim De Cuyper. De 3-1 eindstand in het nadeel van de Rode Duivels stond toen al op het scherm. Ook Raskin maakte in deze wedstrijd zijn debuut.

### Interlands
| Interlands van Jorthy Mokio voor België | Interlands van Jorthy Mokio voor België | Interlands van Jorthy Mokio voor België | Interlands van Jorthy Mokio voor België | Interlands van Jorthy Mokio voor België | Interlands van Jorthy Mokio voor België |
| Als speler bij AFC Ajax                 | Als speler bij AFC Ajax                 | Als speler bij AFC Ajax                 | Als speler bij AFC Ajax                 | Als speler bij AFC Ajax                 | Als speler bij AFC Ajax                 |
| No.                                     | Datum                                   | Wedstrijd                               | Uitslag                                 | Soort Wedstrijd                         | Doelpunten                              |
| --------------------------------------- | --------------------------------------- | --------------------------------------- | --------------------------------------- | --------------------------------------- | --------------------------------------- |
| 1.                                      | 20 maart 2025                           | Oekraïne – België                       | 3 – 1                                   | UEFA Nations League 2024/25 barrages    | -                                       |
| Totaal                                  | Totaal                                  | Totaal                                  | Totaal                                  | Totaal                                  | 0                                       |

Bijgewerkt t/m 20 maart 2025.